# Близнюки (станція)
Близнюки́ — проміжна залізнична станція Лиманської дирекції Донецької залізниці на електрифікованій лінії Лозова — Слов'янськ між станціями Дубове (12 км) та Лозова (17 км). Розташована в однойменному селищі Лозівського району Харківської області.

## Історія
У 1869 році, під час будівництва залізничної лінії Харків — Ростов, була відкрита залізнична станція під первинною назвою Надеждине. У 1903 році вона згоріла, а за деякий час було збудовано нову станцію і отримала нову назву за схожість до колишньої Близнюки. Згодом отримало й однойменне селище, яке виникло поблизу станції.
За іншою версією, назва походить від двох степових могил, дуже подібних між собою. Після пожежі станцію назвали на честь цих могил-близнюків.
Під час революційних подій 1905 року залізничники станції Близнюки влаштували мітинг, на якому підтримали боротьбу робітників. Вони припинили на кілька днів роботу і закликали всіх робітників і селян Близнюків та навколишніх сіл вести боротьбу за свої права з поміщиками. Велику політичну роботу серед залізничників проводив член РСДРП Кіндрат Євменович Скринник, який у 1908 році приїхав з Синельникового. Він з Катеринослава привозив нелегальну літературу і розповсюджував її серед трудового люду.

## Пасажирське сполучення
На станції зупиняються приміські електропоїзди та 
деякі поїзди далекого сполучення з листопада 2023 року.
| Рух поїздів далекого сполучення по станції Близнюки    | Рух поїздів далекого сполучення по станції Близнюки | Рух поїздів далекого сполучення по станції Близнюки | Рух поїздів далекого сполучення по станції Близнюки | Рух поїздів далекого сполучення по станції Близнюки | Рух поїздів далекого сполучення по станції Близнюки |
| №                                                      | Маршрут сполучення                                  | Періодичність курсування                            | Час прибуття                                        | Стоянка                                             | Час відправлення                                    |
| ------------------------------------------------------ | --------------------------------------------------- | --------------------------------------------------- | --------------------------------------------------- | --------------------------------------------------- | --------------------------------------------------- |
| 191                                                    | Одеса — Краматорськ                                 | З 11.06.2023 по непарних                            | 13:17                                               | 2                                                   | 13:19                                               |
| 192                                                    | Краматорськ — Одеса                                 | З 10.06.2023 по парних                              | 17:34                                               | 2                                                   | 17:36                                               |
| 103                                                    | Львів — Краматорськ                                 | З 10.06.2023 по парних                              | 13:17                                               | 2                                                   | 13:19                                               |
| 104                                                    | Краматорськ — Львів                                 | З 11.06.2023 по непарних                            | 17:34                                               | 2                                                   | 17:36                                               |
| Рух поїздів приміського сполучення по станції Близнюки |                                                     |                                                     |                                                     |                                                     |                                                     |
| 6809                                                   | Лозова — Слов'янськ                                 | Щоденно                                             | 05:32                                               | 1                                                   | 05:33                                               |
| 6852                                                   | Дубове — Харків-Пас.                                | Щоденно                                             | 06:20                                               | 1                                                   | 06:21                                               |
| 7008/7009                                              | Верхівцеве — Краматорськ                            | Щоденно, крім середи                                | 09:42                                               | 1                                                   | 09:43                                               |
| 6812/6822                                              | Краматорськ — Харків-Пас.                           | Щоденно                                             | 09:53                                               | 1                                                   | 09:54                                               |
| 6825/6815                                              | Харків-Пас. — Слов'янськ                            | Щоденно, крім четверга                              | 10:00                                               | 1                                                   | 10:01                                               |
| 6802                                                   | Слов'янськ — Лозова                                 | Щоденно                                             | 12:07                                               | 1                                                   | 12:08                                               |
| 6513                                                   | Харків-Пас. — Гаврилівка                            | Щоденно                                             | 12:55                                               | 1                                                   | 12:56                                               |
| 6803                                                   | Лозова — Слов'янськ                                 | Щоденно                                             | 13:56                                               | 1                                                   | 13:57                                               |
| 7006/7007                                              | Краматорськ — Верхівцеве                            | Щоденно, крім вівторка                              | 14:51                                               | 1                                                   | 14:52                                               |
| 6524                                                   | Гаврилівка — Харків-Пас.                            | Щоденно                                             | 15:15                                               | 1                                                   | 15:16                                               |
| 6823/6813                                              | Харків-Пас. — Краматорськ                           | Щоденно                                             | 16:47                                               | 1                                                   | 16:48                                               |
| 6816/6826                                              | Слов'янськ — Харків-Пас.                            | Щоденно, крім четверга                              | 18:03                                               | 1                                                   | 18:04                                               |
| 6808                                                   | Слов'янськ — Лозова                                 | Щоденно, крім четверга                              | 19:57                                               | 1                                                   | 19:58                                               |